# الثورة المعادية للبيروقراطية
كانت الثورة المعادية للبيروقراطية عبارة عن حملة احتجاجات في الشوارع بدأها أنصار الزعيم الصربي سلوبودان ميلوشيفيتش في الفترة بين عامي 1988 و1989 في يوغوسلافيا. أطاحت الاحتجاجات بحكومة جمهورية الجبل الأسود الاشتراكية، وذلك بالإضافة إلى حكومات المقاطعات الصربية مثل فويفودينا وكوسوفو، واستبدلتها بحلفاء ميلوشيفيتش، مما أدى إلى إنشاء كتلة تصويت مهيمنة داخل مجلس الرئاسة اليوغوسلافية.
استُمدَّ اسم الثورة المعادية للبيروقراطية من الهدف المعلن المتمثل في استبدال الهياكل الحاكمة البيروقراطية والفاسدة.
أُدينَت هذه الأحداث من قبل الحكومات الشيوعية في جمهوريات يوغوسلافيا الغربية (خاصة سلوفينيا وكرواتيا)، التي قاومت بنجاح محاولات توسيع التمرد إلى أراضيها، وانقلبت ضد ميلوشيفيتش. أدى العداء المتزايد في النهاية إلى حل رابطة شيوعيي يوغوسلافيا الحاكمة في عام 1990، وتفكك يوغوسلافيا، وبدء الحروب اليوغوسلافية.

## الاحتجاجات
بدأت الاحتجاجات الجماهيرية في فبراير 1986 بعدة اجتماعات لصرب كوسوفو في بلغراد وكوسوفو للمطالبة بحل للوضع المضطرب في كوسوفو. كانت هذه التجمعات صغيرة نسبيًا، إذ شارك فيها ما بين 100 إلى 5000 مشارك، وكانت في الغالب ردود فعل على حوادث فردية بين الجماعات العرقية المختلفة. حدث أكبر احتجاج من هذا النوع في مدينة فوشا كوسوفا في أبريل 1987، وشارك فيه حوالي 20 ألف شخص.
بدأت موجة الاحتجاجات الرئيسية في النصف الأخير من عام 1988، فجمعت احتجاجات عمال مصنع زماي 5000 متظاهر في يونيو، وعُقدت اجتماعات في سبع بلدات تضم عشرات الآلاف من المتظاهرين في يوليو، ثم امتدت الاحتجاجات إلى عشر بلدات في أغسطس بمشاركة 80 ألف شخص. وصلت الاحتجاجات بحلول سبتمبر إلى 39 بلدة بمشاركة أكثر من 400 ألف شخص.

### فويفودينا (أكتوبر 1988)
تجمع حوالي 150 ألف شخص في نوفي ساد في 5 أكتوبر 1988 للاحتجاج على حكومة مقاطعة فويفودينا. بدأ التجمع في اليوم السابق في بلدة باتشكا بالانكا القريبة، وأوضحت صحيفة بوليتيكا أن الناس تجمعوا بشكل عفوي وانتقلوا إلى نوفي ساد، عاصمة المقاطعة. قاد الاحتجاج في باتشكا بالانكا ميهالي كيرتس، وهو مسؤول متوسط المستوى في الحزب الشيوعي، وهو من أصل مجري اشتهر فيما بعد بتصريحه «كيف يمكنكم أن تخافوا أيها الصرب من صربيا بينما أنا، مجري، ولست خائفًا من صربيا؟».
فوجئت القيادة الإقليمية بقيادة ميلوفان شوغوروف وبوشكو كرونيتش وشيفان بيريسافلجيفيتش بالمظاهرة. حاولت تلك القيادة التوصل إلى حل وسط والتفاوض مع ميلوشيفيتش قبل الحدث؛ معربين عن دعمهم الحذر للتغييرات الدستورية مع محاولتهم الحفاظ على موقفهم وموقف فويفودينا سليمًا. كانت الحملة الإعلامية التي نُظِّمَت من بلغراد على وشك إغراقهم؛ فوُصِفوا بأنهم «متعطشون للسلطة» و«انفصاليون».
قطعت حكومة فويفودينا إمدادات الطاقة والمياه عن المتظاهرين، وهي خطوة أثارت غضبهم أكثر، وتسببت في انضمام المزيد من الأشخاص من نوفي ساد والمناطق المجاورة لها. جرّبت الحكومة تكتيكًا مختلفًا بعد عودة الكهرباء، وذلك من أجل إسعاد المتظاهرين، فقدموا لهم الخبز واللبن، ولكن المتظاهرين الغاضبين ردوا بسرعة من خلال إلقاء الآلاف من عبوات اللبن على مبنى البرلمان. يُشار إلى الاحتجاجات أحيانًا باسم «ثورة اللبن».
استقالت القيادة الجماعية لفويفودينا بأكملها في 6 أكتوبر، واستُبدِلَت بسرعة بنيديليكو شيبوفاتش، ورادوفان بانكوف، ورادومان بوزوفيتش، واستقال ممثل فويفودينا في اللجنة المركزية للحزب الشيوعي الصربي، بوشكو كرونيتش، وحل محله ستانكو رادميلوفيتش، واستقال رئيس اللجنة، ميلوفان شوغوروف، وحل محله بوغوساف كوفاتشيفيتش.

### تجمع أوشتشه (نوفمبر 1988)
عُقِد التجمع في بلغراد، في أوشتشه (الساحة الكبيرة عند ملتقى نهر سافا بالدانوب) في 19 نوفمبر 1988. قالت الصحافة الحكومية إن التجمع ضم حوالي مليون شخص، وأفاد الآخرون بأن العدد بلغ عدة مئات من الآلاف. خُطِّطَ لهذا الحدث على أنه «أم لجميع المسيرات»، إذ توافد حشد كبير من الناس من جميع أنحاء صربيا بالحافلات العامة وحافلات المصانع التي خُصِّصَت لهذه المناسبة فقط. أكد ميلوشيفيتش مجددًا التزامه والتزام صربيا بمبادئ الحرية والمساواة الصربية داخل يوغوسلافيا:
سننتصر في معركة كوسوفو بغض النظر عن العقبات الموضوعة أمامنا في الداخل والخارج. سننتصر بغض النظر عن توحد أعدائنا في الخارج وأعدائنا في الداخل. ستنتصر هذه الأمة في معركة الحرية، وهذه حقيقة معروفة حتى للغزاة الأتراك والألمان.

### الجبل الأسود (يناير 1989)
استُخدِمَت المسيرات ووسائل الإعلام بالمثل في الجبل الأسود، حيث أُقيمَت أول مسيرة لدعم صرب كوسوفو وسكان الجبل الأسود في كوسوفو في تيتوغراد في 20 أغسطس 1988. كانت قيادة الرابطة الشيوعية في الجبل الأسود في موقف دفاعي في ذلك الوقت، مدعية أنها كانت تحمي كوسوفو، ولكن المتظاهرين اعتبروا أن ضبط النفس الذي أظهروه في الدعم المباشر لميلوشيفيتش غير كافٍ.
حدث ما اعتُبر لاحقًا أول تحرك للثورة في 7 أكتوبر 1988 عندما تدخلت شرطة الجبل الأسود ضد المتظاهرين في زوتا غريدا للمطالبة باستقالة قيادة الجبل الأسود. أعلنت القيادة حالة الطوارئ للتعامل مع الموقف، ولكنها لم تدم طويلًا، واعتبرتها وسائل الإعلام، التي يسيطر عليها ميلوشيفيتش وكذلك أنصار ميلوشيفيتش في الجبل الأسود،عملًا عدائيًا تجاه صربيا.
بدأ التحرك الثاني بمسيرات مشتركة ضمت عمالًا من مصنع رادوي داكيتش الحكومي، وطلاب جامعة الجبل الأسود. تجمع أكثر من 10 آلاف متظاهر في تيتوغراد في 10 يناير 1989، فاستسلمت القيادة القديمة، المضطربة وغير المنظمة، بسرعة، ولم يلعب أي منهم فيما بعد دورًا سياسيًا مهمًا. أصبح الكادر الشاب الجديد بقيادة مومير بولاتوفيتش، وميلو جوكانوفيتش، وسفيتوزار ماروفيتش القيادة الجديدة المتحالفة بقوة مع ميلوشيفيتش في السنوات التالية.
تحولت رابطة الشيوعيين في الجبل الأسود بعد ذلك من قبل «الحكومة الثلاثية» التي كانت لها السيطرة الكاملة على جمهورية الجبل الأسود (الاشتراكية) إلى حزب الجبل الأسود الديمقراطي الاشتراكي، الذي بقي في السلطة حتى عام 2020، عندما هُزم للمرة الأولى في الانتخابات البرلمانية لعام 2020.

### الحد من الحكم الذاتي في كوسوفو (مارس 1989)
استُبدِل عظيم فلاسي وكاكوشا جاشاري، وهما من كبار السياسيين في كوسوفو، في نوفمبر 1988. أدى هذا إلى تزايد القلق بين السكان الألبان في كوسوفو، فشاركوا في فبراير 1989 في إضراب عام، تجسّد بشكل خاص في إضراب عمال المناجم في كوسوفو عام 1989. أقيمت مسيرة كبيرة أخرى في بلغراد في هذه الأثناء في 28 فبراير، وسُمِعَت فيها هتافات «نريد أسلحة» و«اعتقلوا فلاسي». اعتُقِل فلاسي بالفعل بعد ثلاثة أيام.
اقترح برلمان صربيا في أوائل عام 1989 تعديلات دستورية من شأنها أن تقلل بشكل كبير من وضع الحكم الذاتي للمقاطعة الاشتراكية المتمتعة بالحكم الذاتي لكوسوفو داخل جمهورية صربيا الاشتراكية. نظم ألبان كوسوفو مظاهرات كبيرة ضد هذه التحركات، ولكن الشرطة اليوغوسلافية اعتقلت حوالي 240 من ألبان كوسوفو البارزين في مارس 1989، قبل الدفع النهائي للتصديق على التغييرات الدستورية في جمعية كوسوفو، ويبدو أن الشرطة اختارت الأشخاص المعتقلين على أساس مشاعرهم المعادية للتصديق، واحتجزتهم مع تجاهل تام لحقوق الإجراء العادل.
قاطع الممثلون الألبان في برلمان كوسوفو التصويت على هذه المسألة في 23 مارس 1989، ونجح الاقتراح، بغض النظر عن فشله في الحصول على الأغلبية المطلوبة التي تبلغ الثلثين. وافق البرلمان الصربي على التغييرات الدستورية في 28 مارس.

### تجمع غازيمستان (يونيو 1989)
عُقِدَ أكبر تجمع على الإطلاق في غازيمستان في 28 يونيو 1989، حيث ضم مليوني شخص وفقًا لصحيفة بوليتيكا.

### فشل مسيرة ليوبليانا (ديسمبر 1989)
كان من المقرر أن يصل الآلاف من أنصار ميلوشيفيتش، الذين حضروا احتجاجات الشوارع حول يوغوسلافيا، إلى عاصمة سلوفينيا، وذلك عندما أُعلِنَ عن عقد «تجمع الحقيقة» في ليوبليانا، جمهورية سلوفينيا الاشتراكية، في 1 ديسمبر 1989. أُحبِطَ ذلك بمساعدة قوات الشرطة الكرواتية في عملية تسمى «العملية الشمالية»، وذلك من خلال منع القطارات التي تقل أنصار ميلوشيفيتش من المرور عبر كرواتيا للوصول إلى سلوفينيا.
يمكن اعتبار هذا الإجراء أول إجراء دفاعي سلوفيني ضد هجمات أنصار ميلوشيفيتش، والذي أدى لاحقًا إلى استقلال سلوفينيا.